# Belgische Abgeordnetenkammer

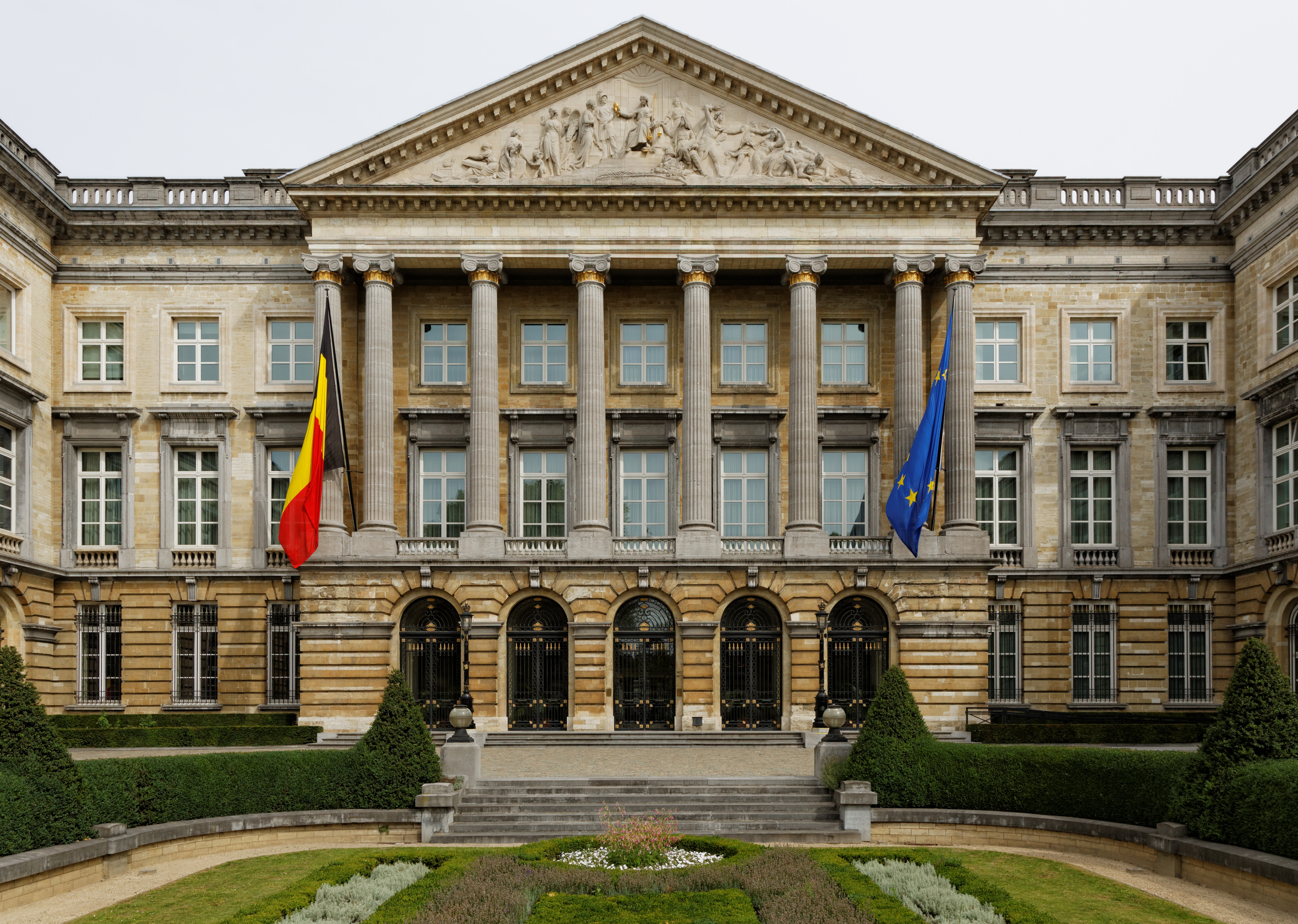
Der Palast der Nation in Brüssel, Sitz von Abgeordnetenkammer und Senat

Die Abgeordnetenkammer (französisch (La) Chambre des représentants, niederländisch (De) Kamer van volksvertegenwoordigers), manchmal vereinfacht Kammer genannt, ist in Belgien das Unterhaus des Föderalen Parlamentes neben dem Oberhaus, dem Senat. Mit dem Senat und dem König übt die Abgeordnetenkammer die föderale legislative Gewalt aus und tritt auch als Verfassungsgeber im Politischen System Belgiens auf.
Der Abgeordnetenkammer unterscheidet sich vom Senat durch ihre Zusammensetzung und ihre Aufgaben. Im Jahr 1993 wurde das belgische Zweikammersystem reformiert, seitdem ist die politische Rolle der Kammer weitaus größer als die des Senats, da nur sie einer Föderalregierung das Vertrauen aussprechen und sie gegebenenfalls stürzen kann.

## Sitz
Die Abgeordnetenkammer hat wie der Senat ihren Sitz im Palast der Nation in Brüssel. Die Plenarsitzungen werden im „Halbrund“ (Halfrond, Hémicycle) abgehalten, der in grün ausgestattet ist (im Unterschied zum Senat, bei dem die rote Farbe vorherrscht).
Diese Unterscheidung zwischen grün für das Unterhaus und rot für das Oberhaus findet ihren direkten Ursprung im Parlament des Vereinigten Königreichs. Auch dort sind das House of Commons und das House of Lords in grün bzw. rot ausgestattet. Der Grund hierfür sei, dass man der parlamentarischen Tradition Großbritanniens Ehre erweisen wollte und dass die erste Frau von König Leopold I., Charlotte-Auguste, die britische Kronprinzessin war.

## Zusammensetzung
Die Abgeordnetenkammer setzt sich aus 150 Abgeordneten zusammen. Alle Abgeordneten werden in den verschiedenen Wahlkreisen des Landes direkt von der Bevölkerung gewählt.

### Wahlen
Die Wahlen zur Abgeordnetenkammer werden in elf Wahlkreisen abgehalten. Diese Wahlkreise sind seit 2012 deckungsgleich mit den 10 Provinzen sowie der Region Brüssel-Hauptstadt. Brüssel ist der einzige Wahlkreis, der sowohl niederländisch- als auch französischsprachige Abgeordnete stellt. Eine Ausnahme besteht für die sechs Fazilitäten-Gemeinden an der Brüsseler Peripherie in der niederländischsprachigen Provinz Flämisch-Brabant: Wähler in diesen Gemeinden können wahlweise auch für Kandidaten im Wahlkreis Brüssel-Hauptstadt stimmen. Diese Sonderregelung war das Ergebnis eines Kompromisses im Konflikt um den ehemaligen umstrittenen Wahlkreis Brüssel-Halle-Vilvoorde.
Die Anzahl der zur Wahl stehenden Kandidaten in jedem Wahlkreis ist von der Bevölkerungszahl des Wahlkreises abhängig. Die „Anzahl Sitze eines jeden Wahlkreises entspricht dem Ergebnis der Teilung der Bevölkerungszahl des Wahlkreises durch den föderalen Divisor, der sich aus der Teilung der Bevölkerungszahl des Königreiches durch 150 ergibt. Die verbleibenden Sitze entfallen auf die Wahlkreise mit dem größten noch nicht vertretenen Bevölkerungsüberschuss“. Die Bevölkerungszahl wird alle zehn Jahre neu ermittelt.
Auf den Wahllisten gibt es zwei Spalten: Einerseits werden die effektiven, andererseits die Ersatzkandidaten aufgeführt. Diese Ersatzkandidaten können ein Mandat in der Kammer annehmen, wenn ein effektiv gewählter Kandidat seinen Posten aufgeben muss (beispielsweise weil er in ein anderes Parlament einziehen will oder weil er in die Regierung aufsteigt).
Die Bedingungen, um an der Wahl teilnehmen zu dürfen (aktives Wahlrecht), sind teilweise in der Verfassung und teilweise im Wahlgesetzbuch verankert: Man muss die belgische Staatsbürgerschaft besitzen, mindestens 18 Jahre alt sein, im Bevölkerungsregister eingetragen sein und sich nicht in einem der gesetzlichen Ausschlussgründe (wie beispielsweise die Verurteilung zu einer Gefängnisstrafe von über vier Monaten) befinden. Wie für alle Wahlen in Belgien herrscht Wahlpflicht. Jeder Wähler verfügt über eine Stimme, die er entweder der gesamten Liste geben kann („Kopfstimme“), oder die er auf die Kandidaten einer Liste verteilen kann, um die interne Reihenfolge der Kandidaten auf einer Liste zu beeinflussen („Vorzugsstimme“).
Die Sitze werden in jedem Wahlkreis verhältnismäßig nach dem sogenannten D’Hondt-Verfahren verteilt, benannt nach dem belgischen Rechtswissenschaftler Victor D’Hondt (1841–1901). Um in diese Rechnung einbezogen zu werden, muss die Liste mindestens fünf Prozent der abgegebenen Stimmen in dem Wahlkreis erreichen (siehe Sperrklausel).

### Abgeordnete
Um Abgeordneter der Kammer zu werden (passives Wahlrecht) müssen vier Bedingungen erfüllt sein: Der Kandidat muss belgischer Staatsbürger sein, seine zivilen und politischen Rechte besitzen, mindestens 21 Jahre alt sein und seinen Wohnsitz in Belgien haben. Die Abgeordneten werden für vier Jahre gewählt; alle vier Jahre wird die Abgeordnetenkammer gleichzeitig mit dem Senat vollständig erneuert.
Bevor die Abgeordneten ihr Amt antreten können, haben sie den Verfassungseid in niederländischer, französischer oder deutscher Sprache abzuhalten.
Das Amt des Abgeordneten ist unvereinbar mit gewissen anderen Funktionen. So kann ein Abgeordneter nicht gleichzeitig Mitglied der Abgeordnetenkammer und des Senats sein. Auch ein Ministeramt ist unvereinbar mit dem eines Parlamentariers.
Abgeordnete genießen eine gewisse parlamentarische Immunität. So wird das Recht auf freie Meinungsäußerung, welches ohnehin als Grundrecht in der Verfassung verankert ist, für Parlamentarier verstärkt. Auch die strafrechtliche Verantwortlichkeit der Parlamentarier unterliegt besonderen Bestimmungen in der Verfassung. Außer bei Entdeckungen auf frischer Tat kann ein Abgeordneter nur mit Erlaubnis der Abgeordnetenkammer festgenommen werden. Ein Abgeordneter, der strafrechtlich verfolgt wird, kann jederzeit die Kammer bitten, die Aussetzung der Verfolgung zu veranlassen. Diese Garantien gelten nur während der Sitzungsperioden.

### Sprachgruppen
Wie im Senat sind die Abgeordneten in der Kammer in zwei Sprachgruppen eingeteilt. Mit Stand 29. November 2023 umfasste die niederländische Sprachgruppe 88 Abgeordnete, und die französische Sprachgruppe zählte 62 Abgeordnete. Im Gegensatz zum Senat ist die Anzahl der Mitglieder jeder Sprachgruppe in der Kammer nicht festgelegt. Je nachdem, wie die Bevölkerungszahlen sich entwickeln und sich das Verhältnis zwischen flämischen und französischsprachigen Bürgern verändert, können auch die Sprachgruppen in der Kammer nach jeder Wahl mehr oder weniger Sitze haben. Die Abgeordneten ordnen sich selbstständig einer Sprachgruppe zu.
Die Abgeordneten, die im niederländischen Sprachgebiet gewählt wurden (außer für Brüssel, bis 2012 Wahlkreis Brüssel-Halle-Vilvoorde), gehören der niederländischen Sprachgruppe an; Abgeordnete, die im französischen Sprachgebiet gewählt wurden, gehören zur französischen Sprachgruppe. Die Abgeordneten aus dem deutschen Sprachgebiet Belgiens werden der französischen Sprachgruppe zugeordnet, da für ihr Gebiet kein eigener Wahlkreis besteht und sie sich somit im französischsprachigen Wahlkreis Lüttich zur Wahl zu stellen haben. Die Abgeordneten aus dem Wahlkreis Brüssel gehören der niederländischen bzw. französischen Sprachgruppe an, je nachdem ob sie ihren Eid auf die Verfassung in niederländischer oder französischer Sprache abgelegt haben. Wird der Eid in mehreren Sprachen abgelegt, gilt die Sprache der ersten Eidesleistung. In der Praxis legen diese Abgeordneten den Eid in der Sprache der Partei ab, für die sie angetreten sind.
Die Sprachgruppen sind besonders bei der Verabschiedung von Sondergesetzen, bei denen unter anderem eine Mehrheit in beiden Sprachgruppen erforderlich ist (siehe unten), wichtig. Auch bei der sogenannten „Alarmglocke“ kommen die Sprachgruppen zur Geltung: Dieses Verfahren erlaubt einer Sprachgruppe in der Kammer oder im Senat mit einer Dreiviertelmehrheit innerhalb dieser Gruppe in einer Motion zu erklären, dass ein bestimmter Gesetzesentwurf oder -vorschlag „die Beziehungen zwischen den Gemeinschaften ernstlich gefährden könnte“. In diesem Fall wird das Verabschiedungsverfahren für diesen Entwurf oder Vorschlag für 30 Tage ausgesetzt und die Föderalregierung hat in dieser Periode eine Lösung zu finden. Die Prozedur der Alarmglocke wurde bisher zweimal verwendet. Zuletzt verhinderte am 29. April 2010 die französische Sprachgruppe eine Abstimmung über die von den flämischen Parteien geforderte Spaltung des Wahlbezirks Brüssel-Halle-Vilvoorde (siehe oben).

### Aktuelle Parteien im Parlament
Im 2024 gewählten und bis 2029 arbeitenden Parlament gibt es zwölf Parteien:
| Logo                         | Logo                         | Partei                                                                                  | Ausrichtung                                                | Parteivorsitzende(r)/ Parteiführer(in) | Sitze                        | Sitze                        | Sitze                        |
| Logo                         | Logo                         | Partei                                                                                  | Ausrichtung                                                | Parteivorsitzende(r)/ Parteiführer(in) | nach der Wahl                | aktuell                      | +/−                          |
| Niederländische Sprachgruppe | Niederländische Sprachgruppe | Niederländische Sprachgruppe                                                            | Niederländische Sprachgruppe                               | Niederländische Sprachgruppe           | Niederländische Sprachgruppe | Niederländische Sprachgruppe | Niederländische Sprachgruppe |
| ---------------------------- | ---------------------------- | --------------------------------------------------------------------------------------- | ---------------------------------------------------------- | -------------------------------------- | ---------------------------- | ---------------------------- | ---------------------------- |
|                              |                              | Nieuw-Vlaamse Alliantie (NVA) Neu-Flämische Allianz                                     | flämisch-nationalistisch, konservativ                      | Bart De Wever                          | 24                           | 23                           | ▼1                           |
|                              |                              | Vlaams Belang (VB) Flämische Interessen                                                 | rechtsextrem, separatistisch                               | Tom Van Grieken                        | 20                           | 20                           | ▬                            |
|                              |                              | Vooruit Vorwärts                                                                        | sozialdemokratisch                                         | Conner Rousseau                        | 13                           | 13                           | ▬                            |
|                              |                              | Christen-Democratisch en Vlaams (CD&V) Christlich-Demokratisch und Flämisch             | christdemokratisch                                         | Sammy Mahdi                            | 11                           | 11                           | ▬                            |
|                              |                              | Open Vlaamse Liberalen en Democraten (Open Vld) Flämische Liberale und Demokraten       | liberal                                                    | Tom Ongena                             | 08                           | 08                           | ▬                            |
|                              |                              | Groen Grün                                                                              | grün-alternativ                                            | Bart Dhondt                            | 07                           | 07                           | ▬                            |
|                              | Unabhängige                  | Unabhängige                                                                             | Unabhängige                                                | Unabhängige                            | –                            | 01                           | ▲1                           |
| Französische Sprachgruppe    |                              |                                                                                         |                                                            |                                        |                              |                              |                              |
|                              |                              | Mouvement Réformateur (MR) Reformbewegung                                               | liberal                                                    | Georges-Louis Bouchez                  | 19                           | 19                           | ▬                            |
|                              |                              | Parti Socialiste (PS) Sozialistische Partei                                             | sozialdemokratisch                                         | Paul Magnette                          | 16                           | 16                           | ▬                            |
|                              |                              | Les Engagés (LE) Die Engagierten                                                        | Zentrismus                                                 | Maxime Prévot                          | 14                           | 14                           | ▬                            |
|                              |                              | Ecolo                                                                                   | grün-alternativ                                            | Samuel Cogolati, Marie Lecocq          | 02                           | 02                           | ▬                            |
|                              |                              | Démocrate Fédéraliste Indépendant (DéFI) Unabhängige föderalistische Demokraten         | Interessenvertretung der frankophonen Bevölkerung, liberal | Sophie Rohonyi                         | 01                           | 01                           | ▬                            |
| Gesamtbelgische Parteien     |                              |                                                                                         |                                                            |                                        |                              |                              |                              |
|                              |                              | Partij van de Arbeid (PVDA) Parti du Travail de Belgique (PTB) Belgische Arbeiterpartei | kommunistisch                                              | Raoul Hedebouw                         | 15                           | 15 *                         | ▬                            |
| Gesamt                       | Gesamt                       | Gesamt                                                                                  | Gesamt                                                     | Gesamt                                 | 150                          | 150                          | ▬                            |

## Funktionen

### Vertrauensfrage
In jedem demokratisch-parlamentarischen System kann eine Regierung bestehen, wenn sie sich auf eine parlamentarische Mehrheit stützen kann. Dies geschieht durch das Vorlesen der Regierungserklärung und durch die anschließende Vertrauensfrage, die die Regierung seit der vierten Staatsreform von 1993 (in Kraft getreten am 1. Januar 1995) vor ihrem Antritt allein der Abgeordnetenkammer – und nicht mehr dem Senat – zu stellen hat. Die Minister der Regierung sind allein der Abgeordnetenkammer gegenüber verantwortlich. Es wird in diesem Zusammenhang auch vom „Government making power“ der Abgeordnetenkammer gesprochen. Es obliegt der Regierung, zu entscheiden, ob die Regierungserklärung auch im Senat vorgelesen wird (was in der Praxis jedoch oft der Fall ist).

### Föderale Gesetzgebung
Die Abgeordnetenkammer übt gemeinsam mit dem Senat und dem König die föderale legislative Macht aus. Dies geschieht durch das Verabschieden von föderalen Rechtsnormen, den sogenannten Gesetzen. Diese werden in der Regel mit einer absoluten Mehrheit (50 Prozent + 1, d. h. mindestens 76 Abgeordnete) der abgegebenen Stimmen bei einer Anwesenheit der Mehrheit der Abgeordneten (50 Prozent + 1) verabschiedet.
Alle Abgeordneten besitzen das Initiativrecht und können Gesetzesvorschläge einreichen. Gesetzentwürfe zur Zustimmung zu internationalen Verträgen sind ausschließlich im Senat einzureichen.
Belgien besitzt ein Zweikammersystem. Der Ursprungstext der Verfassung sah vor, dass Kammer und Senat gleichberechtigt waren und dass beide den gleichen Text verabschiedet haben mussten, bevor dieser dem König vorgelegt werden konnte. Seit 1993 wird der Senat jedoch nicht mehr systematisch in die Gesetzgebungsarbeit einbezogen; es handelt sich heute um ein „abgeschwächtes“ Zweikammersystem.
In der Tat sieht die Verfassung Fälle vor, in denen allein die Abgeordnetenkammer unter Ausschluss des Senats zuständig ist (Einkammerverfahren). Dies betrifft:
- die Verleihung von Einbürgerungen;
- Gesetze über die zivil- und strafrechtliche Verantwortlichkeit der Minister;
- die Haushaltspläne und Rechnungen des Staates, außer für die eigene Dotation des Senats (siehe weiter unten);
- die Festlegung des Armeekontingentes.

Für alle anderen Fälle ist das sogenannte Zweikammerverfahren anwendbar. Hierbei ist zu unterscheiden: Beim verpflichtenden Zweikammerverfahren sind die Abgeordnetenkammer und der Senat gleichberechtigt und haben in jedem Fall ihr Einverständnis über ein und denselben Gesetzestext zu geben. Diese Fälle sind in der Verfassung erschöpfend aufgelistet, und zu ihnen zählen unter anderem die Verabschiedung von Sondergesetzen (d. h. Gesetze, die die Staatsstruktur oder -funktionsweise betreffen) oder Gesetze zur Zustimmung von zu internationalen Verträgen. Das nicht verpflichtende Zweikammerverfahren ist anwendbar, wenn in der Verfassung nichts anderes vermerkt wurde. Hier hat der Senat zwar ein Evokationsrecht und kann Gesetzesvorschläge oder -entwürfe, die in der Kammer eingereicht wurden, „annehmen“, d. h. auch untersuchen und gegebenenfalls mit Abänderungsvorschlägen versehen. Am Ende des Verfahrens hat stets die Abgeordnetenkammer das letzte Wort und kann sich gegen den Senat durchsetzen.
Die eventuell aufkommenden Zuständigkeitsprobleme zwischen den beiden Kammern werden laut Artikel 82 der Verfassung in einem „parlamentarischen Konzertierungsausschuss“ geregelt. Dieser setzt sich aus ebenso vielen Mitgliedern der Abgeordnetenkammer wie des Senats zusammen und untersucht, ob ein Gesetzesvorschlag oder -entwurf tatsächlich mit dem vorgeschlagenen Verfahren angenommen werden kann. Der Ausschuss kann die beim nicht verpflichtenden Zweikammerverfahren festgelegten Fristen im gegenseitigen Einvernehmen verlängern.

### Verfassungsänderungen
Die Abgeordnetenkammer tritt zudem gemeinsam mit dem Senat und dem König auch als Verfassungsgeber auf. Die Prozedur zur Revision der Verfassung unterscheidet sich von den normalen Gesetzgebungsverfahren:
- Zuerst hat der föderale Gesetzgeber, das heißt sowohl Kammer als auch Senat, diejenigen Artikel zu identifizieren, die zur Revision freigegeben werden. Auch der König muss diese Liste unterzeichnen. Die beiden Listen werden im Staatsblatt veröffentlicht.
- Nach dieser Erklärung werden die Kammer und der Senat von Rechts wegen aufgelöst. Es ist deshalb üblich, dass solche Erklärungen zur Verfassungsrevision am Ende einer regulären Legislaturperiode stattfinden.
- Es finden Neuwahlen statt und die Abgeordnetenkammer und der Senat werden neu besetzt.
- Nach den Wahlen sind Kammer und Senat, zusammen mit dem König, als verfassungsgebend zu betrachten. Dies bedeutet, dass sie die Artikel, die auf den Listen standen – und nur diese Artikel – abändern dürfen (aber nicht unbedingt müssen). Die Abänderung eines Verfassungsartikels benötigt ein besonderes Quorum (zwei Drittel der Mitglieder jeder Kammer anwesend) und eine besondere Mehrheit (zwei Drittel der Stimmen in jeder Kammer). Die Abänderungen werden im Staatsblatt veröffentlicht.

### Regierungskontrolle
Die Föderalregierung hat sich für ihre Politik vor dem Parlament zu verantworten und ihm Rede und Antwort zu stehen. Hier gilt, dass die Minister der Regierung allein der Abgeordnetenkammer gegenüber verantwortlich sind.
Das anfangs ausgesprochene Vertrauen kann von der Kammer jederzeit zurückgezogen werden, sei es durch ein konstruktives Misstrauensvotum, bei dem die Abgeordnetenkammer einen anderen Premierminister vorschlägt, oder sei es durch eine abgelehnte Vertrauensfrage, nach der binnen drei Tagen ein neuer Premierminister vorgeschlagen wird.
Seit der Verfassungsreform von 1993 genügt ein einfaches Misstrauensvotum nicht mehr, um eine Regierung zu stürzen. Der Senat ist dabei nicht beteiligt.
Zur Kontrolle der Regierung gehört ebenfalls die Kontrolle der einzelnen Minister. Die Abgeordnetenkammer kann deshalb die Anwesenheit einzelner Regierungsmitglieder verlangen. Die Abgeordneten verfügen über ein „Interpellationsrecht“ und können im Anschluss an jede Interpellation ein Vertrauensvotum gegenüber dem Minister oder der Regierung anstreben.
Die Kammer hat wie der Senat ein Untersuchungsrecht. Dies bedeutet, dass die Abgeordnetenkammer einen Untersuchungsausschuss bilden kann, der die gleichen Zuständigkeiten wie ein Untersuchungsrichter hat. Meistens werden solche Ausschüsse für Fälle von besonders großem öffentlichen Interesse eingerichtet, wie beispielsweise die Untersuchungsausschüsse der Kammer über die Pädophilie-Vorfälle im Zuge der „Dutroux-Affäre“ (1996), über die Dioxin-Krise (1999), über die Verantwortung Belgiens bei der Ermordung von Patrice Lumumba (1999) oder über die „Fortis-Affäre“ (2009).

### Haushaltskontrolle
Die Regierungskontrolle erstreckt sich besonders auf den Staatshaushalt und die Finanzen. Für die jährliche Verabschiedung des Haushaltes ist allein die Abgeordnetenkammer befugt. Eine Ausnahme hierzu bildet die Dotation des Senats, die dieser alleine festlegt. Die Kammer wird bei der Haushaltskontrolle vom Rechnungshof unterstützt.

### Sonstiges
Der Abgeordnetenkammer benennt die föderalen Ombudspersonen und die Mitglieder des Ausschusses für den Schutz des Privatlebens (zuständig für den Datenschutz).
Die Kammer spielt auch eine bestimmte Rolle bei der Aufsicht über die Region Brüssel-Hauptstadt in ihrer Rolle als internationale und Hauptstadt. Trifft die Region Entscheidungen in Sachen Städtebau, Raumordnung, öffentliche Arbeiten und Transportwesen, die dieses Statut gefährden, kann die Föderalregierung diese aussetzen und, falls keine Lösung in einem Kooperationskomitee gefunden wurde, kann die Abgeordnetenkammer die Entscheidungen für nichtig erklären. Zudem kann die Föderalregierung Entscheidungen treffen, um das internationale und Hauptstadtstatut Brüssels zu fördern, falls die Region nicht tätig wird. Auch in diesem Fall hat die Kammer zuerst ihr Einverständnis zu erteilen.
Für andere Situationen sind die Abgeordnetenkammer und der Senat abwechselnd zuständig. Diese Fälle sind jedoch begrenzt und werden nicht in der Verfassung aufgezählt. Als Beispiel kann die Ernennung von Richtern am Verfassungsgerichtshof genannt werden.
Schließlich tritt die Abgeordnetenkammer beim Ableben des Königs mit dem Senat zusammen (hier wird von „vereinigten Kammern“ gesprochen). Der Thronfolger hat vor den vereinigten Kammern den Verfassungseid zu leisten. Ist der Thronfolger minderjährig oder der amtierende König in der Unmöglichkeit zu herrschen (beispielsweise infolge schwerer Krankheit), sorgen die vereinigten Kammern für die Vormundschaft und Regentschaft. Ist der Thron dagegen vakant, d. h. hat der König keine Nachkommenschaft und keine Drittperson als Thronfolger bestimmt (der die vereinigten Kammern zugestimmt hätten), obliegt es den vereinigten Kammern einen neuen Herrscher zu bestimmen.

## Organisation

### Präsident, Präsidium, Präsidentenkonferenz
Der Abgeordnetenkammer sitzt ihr Präsident vor, der alle vier Jahre zu Beginn der Legislaturperiode neu gewählt wird. Er stammt traditionell aus der Regierungsmehrheit und nimmt gemeinsam mit dem Präsidenten des Senats in der protokollarischen Rangordnung hinter dem König den zweiten Platz ein (wobei der Vorzug dem älteren Präsidenten gewährt wird). Der Präsident leitet die Plenarsitzung, sorgt für Ordnung in der Versammlung und für die Einhaltung der Geschäftsordnung. Er sitzt ebenfalls dem Präsidium und der Präsidentenkonferenz vor.
Das Präsidium ist zusammengesetzt aus dem Kammerpräsidenten, mindestens zwei und höchstens fünf Vizepräsidenten, vier Sekretären, den Fraktionsführern und den sogenannten „Beteiligten“ der größeren Fraktionen. Das Präsidium hat die allgemeine Leitung der Kammer inne und kümmert sich vornehmlich um Personalfragen (Einstellungen, Statut etc.). Die Präsidentenkonferenz dagegen setzt sich aus dem Kammerpräsidenten, den Vizepräsidenten, den Fraktionsführern und einem Mitglied jeder Fraktion zusammen. Ein Minister kann gegebenenfalls den Versammlungen beiwohnen. Die Präsidentenkonferenz legt wöchentlich die Tagesordnung der Plenarsitzungen und die Redezeiten fest und koordiniert die Arbeiten des Plenums mit der der Ausschüsse. Außerdem besteht ein Quästorenkollegium, das aus maximal sechs für zwei Jahre gewählten Quästoren zusammengestellt ist. Die Quästoren kümmern sich um den Eigenhaushalt der Abgeordnetenkammer und generell um alle Immobilien- und Materialfragen sowie um die Ausgaben der Kammer. Das Kollegium kann dem Präsidium Vorschläge in Personalfragen unterbreiten.
Präsidentin der Kammer ist seit dem 13. Oktober 2020 Eliane Tillieux (PS).

### Ausschüsse
| Ständige Ausschüsse der Abgeordnetenkammer |
| --- |
| - Soziale Angelegenheiten - Landesverteidigung - Handels- und Wirtschaftsrecht - Wirtschaft, Wissenschaftspolitik, Erziehung, wissenschaftliche und kulturelle Einrichtungen, Mittelstand und Landwirtschaft - Finanzen und Haushalt - Infrastruktur, Kommunikation und öffentliche Unternehmen - Inneres, allgemeine Angelegenheiten und öffentliches Amt - Justiz - Außenbeziehungen - Verfassungsänderungen und Staatsreform - Öffentliche Gesundheit, Umwelt und Erneuerung der Gesellschaft |

Die Arbeit der Abgeordnetenkammer findet im Plenum und in den Ausschüssen statt. Es gibt mehrere Arten von Ausschüssen:
- Ständige Ausschüsse: Die ständigen Ausschüsse sind aus 17 Abgeordneten zusammengesetzt. Jedem Ausschuss sitzt ein eigener Präsident vor, wobei die Mitglieder des Präsidiums von Rechts wegen einem Ausschuss vorzusitzen haben.
- Zeitweilige Ausschüsse: Für die Begutachtung von gewissen Gesetzesentwürfen oder -vorschlägen können zeitweilige Ausschüsse eingerichtet werden. Nach der Fertigstellung des Berichtes werden sie aufgelöst (Beispiel: der Ausschuss für die Reform der Polizeidienste).
- Sonderausschüsse: Sonderausschüsse werden eingerichtet, wenn dies die Geschäftsordnung vorsieht, aber auch in anderen Fällen. Der Sonderausschuss zur Anklage von Ministern wird eingerichtet, wenn eine solche Anklage der Kammer vorliegt. Beispiele für Sonderausschüsse: Ausschuss für die Verleihung von Einbürgerungen, Ausschuss zur Kontrolle der Polizeidienste (Komitee P), Ausschuss über den Waffenhandel.
- Untersuchungsausschüsse: siehe oben („Regierungskontrolle“).
- Gemischte Ausschüsse: Gewisse Ausschüsse werden gemeinsam mit dem Senat eingerichtet, wobei jede Kammer eine Delegation entsendet, wie beispielsweise der parlamentarische Konzertierungsausschuss (siehe oben, „Föderale Gesetzgebung“).
- Unterausschüsse und Arbeitsgruppen: Innerhalb der Ausschüsse können Unterausschüsse oder Arbeitsgruppen eingerichtet werden, die sich mit einem besonderen Projekt oder einer besonderen Materie befassen. Beispiele für Unterausschüsse: Unterausschuss über den Rechnungshof, Unterausschuss über die nukleare Sicherheit.

### Geschäftsordnung
Die Geschäftsordnung regelt vor allem die interne Organisation der Kammer. In ihrer ersten Fassung wurde sie am 5. Oktober 1831 verabschiedet. Sie hat seitdem zahlreiche Änderungen erfahren.
Die Geschäftsordnung regelt zuerst die Organisation und die Funktionsweise der Abgeordnetenkammer (Titel I). Dabei werden unter anderem das Einsetzungsverfahren der Kammer, die Rolle der verschiedenen Akteure und Gremien sowie die Arbeitsweise in den Ausschüssen und im Plenum beschrieben. Danach werden die gesetz- und verfassungsgebende Funktion der Abgeordnetenkammer (Titel II) sowie die Kontroll- und Informationsaufgaben (Titel III) erklärt. Schlussendlich enthält die Geschäftsordnung eine Reihe verschiedener Bestimmungen (Titel IV).

## Auflösung
Der König hat das Recht, die Abgeordnetenkammer aufzulösen und binnen 40 Tagen Neuwahlen auszurufen. Seit 1993 benötigt er jedoch hierzu das Einverständnis der Kammer (mittels einer absoluten Mehrheit). Die Fälle, in denen die Abgeordnetenkammer aufgelöst werden kann (und nicht unbedingt muss), sind begrenzt in der Verfassung aufgelistet:
- wenn ein Vertrauensantrag der Regierung in der Abgeordnetenkammer abgelehnt wird und die Kammer nicht in den nächsten drei Tagen einen Nachfolger für den Premierminister zur Ernennung vorschlägt;
- wenn ein Misstrauensantrag gegen die Regierung angenommen wird und nicht gleichzeitig ein Nachfolger für den Premierminister vorgeschlagen wurde;
- wenn die Föderalregierung zurücktritt.

Die Auflösung der Abgeordnetenkammer zieht automatisch die Auflösung des Senats mit sich.
In der Praxis wurde jedoch noch nicht auf diese Auflösungsmechanismen zurückgegriffen, da in diesem Fall nach den Neuwahlen die Kammern nicht verfassungsgebend wären. In Belgien ist jedoch seit Ende der 1980er-Jahre die Staatsreform ein beinahe kontinuierlicher Prozess (dritte von 1989, vierte von 1993, fünfte von 2001, sechste und bisher letzte von 2014), sodass in der Regel vor jeder regelmäßigen Wahl der Mechanismus der Verfassungsrevision in Gang gesetzt wird (siehe oben). Dabei werden die Kammern sowieso von Rechts wegen aufgelöst und Neuwahlen sind zu organisieren.

## Geschichte
Die Abgeordnetenkammer hat sich seit der Schaffung Belgiens nur wenig verändert. Lediglich die Zahl der Sitze in der Kammer wurde progressiv gesenkt und die Wahlbedingungen wurden Anfang des 20. Jahrhunderts demokratisiert. Seit 1993 nimmt die Abgeordnetenkammer eine privilegierte Position gegenüber dem Senat ein.

### Erstes Aussehen der Kammer (1831–1893)
Bereits im Jahr 1831 stellte sich die Abgeordnetenkammer ausschließlich aus direkt gewählten Mandataren zusammen. Die Anzahl der Abgeordneten war nicht in der Verfassung verankert, sondern wurde per Gesetz festgelegt. Dabei durfte der Proporz von einem Abgeordneten auf 40.000 Wähler nicht überschritten werden. In ihrer ersten Zusammensetzung im Jahr 1831 zählte die Kammer 102 Mitglieder, die gemäß dem Mehrheitswahlrecht entsendet wurden. Die Abgeordneten wurden für vier Jahre gewählt, doch wurde die Kammer alle zwei Jahre um die Hälfte erneuert. Die Wählbarkeitsbedingungen (passives Wahlrecht) waren damals dieselben wie heute, nur war ein Alter von 25 Jahren zu erreichen. Im Gegensatz zum Senat wurde kein Zensus für die Wählbarkeit gefordert.
Die Bedingungen, um an der Wahl zum Senat zugelassen zu sein (aktives Wahlrecht), waren dieselben wie für den Senat: Die Person hatte ein belgischer Bürger männlichen Geschlechts und mindestens 21 Jahre alt zu sein und – laut Artikel 47 der Verfassung von 1831 – einen steuerlichen Zensus zu bezahlen, der im Wahlgesetz festgelegt wurde und mindestens 20 und höchstens 100 Floriner betragen durfte. Das „Wahlgesetz“ des Nationalkongresses vom 3. März 1831 sah verschiedene Beträge vor, je nachdem ob der Wähler in einer Großstadt (z. B. Brüssel, 80 Floriner), in einer mittleren Stadt (z. B. Löwen, 50 Floriner) oder in ländlichen Gegenden (wo für ganz Belgien ein Zensus von 30 Floriner galt) wohnhaft war.

### Progressive Demokratisierung (1893–1993)
Neben kleineren Abänderungen der Wahlgesetzgebung (wie z. B. durch das Gesetz vom 12. März 1848, bei der der Zensus auf 20 Floriner für ganz Belgien herabgesetzt wurde) fand im Jahr 1893 eine erste große Verfassungsreform statt, die das Wahlsystem Belgiens grundlegend veränderte. Anlass hierzu waren die Bevölkerungsunruhen und Arbeiteraufstände der Jahre 1886 und 1893 sowie die Enzyklika „Rerum Novarum“ von Papst Leo XIII. aus dem Jahr 1891, welche einen entscheidenden Einfluss auf die damalige katholische Regierung hatte. Durch die Verfassungsreform wurde der Zensus als Wahlbedingung abgeschafft. Alle männlichen Bürger, die mindestens 25 Jahre alt waren, konnten zur Wahl gehen. Es konnte jedoch noch nicht von einem universellen Wahlrecht gesprochen werden, da gewisse Bürger über mehrere Wahlstimmen verfügten (Pluralwahlrecht). So verfügte ein Familienvater, der mindestens 35 Jahre alt war über eine Zusatzstimme und wer eine Grundsteuer von mindestens fünf Franken bezahlte, ebenfalls eine Zusatzstimme. Wähler hatten damit bis zu drei Wahlstimmen. Auch Vertreter des Klerus oder Akademiker verfügten über drei Wahlstimmen. Ebenso wurde zu dieser Zeit die Wahlpflicht in Belgien eingeführt.
Dieses Wahlsystem, das dazu führte, dass die Macht weiterhin in den Händen der Bourgeoisie blieb, wurde schließlich zuerst durch ein Gesetz vom 9. Mai 1919 und anschließend durch eine Verfassungsänderung vom 7. Februar 1921 abgeschafft. Gleichzeitig wurde das Mindestalter für die Wahlen auf 21 Jahre heruntergesetzt. Ein Gesetz vom 27. März 1948 führte schlussendlich das Frauenwahlrecht ein. Seitdem gilt in Belgien erst ein universelles und gleichberechtigtes Wahlrecht. Im Jahr 1981 wurde das Mindestalter, um zur Wahl zugelassen zu sein, auf 18 Jahre gesenkt.
Gegen Ende des 19. Jahrhunderts wurde das Mehrheitswahlrecht aufgegeben. Zuerst durch ein Gesetz vom 29. Dezember 1899 und schließlich durch eine Verfassungsrevision vom 15. November 1920 wurde die Verhältniswahl eingeführt.
Was die Zusammensetzung der Abgeordnetenkammer betrifft, so wurde im Jahr 1949 die Zahl der Abgeordneten auf 212 festgelegt. Bei der ersten Staatsreform von 1970 wurden die Sprachgruppen geschaffen.

### Reform des Zweikammersystems (seit 1993)
Bei der vierten Staatsreform von 1993, die Belgien definitiv in einen Föderal- bzw. Bundesstaat verwandelte, wurde das Verhältnis zwischen Abgeordnetenkammer und Senat verändert. Es wurde beschlossen, von einem „perfekten“ Zweikammersystem zu einer „abgeschwächteren“ Variante zu wechseln. Die Möglichkeit, die Regierung zu stürzen, und somit auch die politische Macht blieb in den Händen der Kammer, während der Senat zur „Überlegungskammer“ und zum „Ort der Zusammenkunft für die Gemeinschaften und Regionen“ wurde.
Die vierte Staatsreform führte zudem neue Mandatsunvereinbarkeiten ein: Seit 1970 (erste Staatsreform; bzw. 1980, zweite Staatsreform) waren die Abgeordneten und Senatoren gleichzeitig Mitglieder des Flämischen Rates (heute Parlament) beziehungsweise der Räte (heute Parlamente) der Wallonischen Region und der Französischen Gemeinschaft; dies ist nun nicht mehr möglich. Im Gegenzug wurden direkte Wahlen für das flämische und das wallonische Parlament eingeführt und die Anzahl der Mitglieder der föderalen Abgeordnetenkammer von 212 auf 150 gesenkt.